# 성공영
성공 영(成公 英, ? ~ 220년)은 중국 후한 말의 무장으로, 양주(涼州) 금성군(金城郡) 사람이다.

## 행적
중평(184년~189년) 말, 한수의 심복이 되었다.
건안 19년(214년), 한수가 염행에게 공격받았을 때, 대다수의 부하들은 한수에게서 떠났으나 성공영만은 그에게서 떠나지 않았다. 한수는 성공영과 상담했고, 강족의 아래에서 힘을 기르자는 성공영의 조언을 받아들여 강족의 아래에서 보호받기로 했다.
215년, 한수는 수만 명의 병력을 동원해 염행을 공격했으나 패배해 부하들에게 살해당했으며, 이에 성공영은 부득이하게 조조에게 항복했다. 항복했을 때 한수의 죽음을 진심으로 슬퍼해 조조를 감동하게 했으며, 열후에 봉해졌다.
220년, 양주자사 장기의 참군으로서 북방의 이건기첩과 치원다 등을 토벌하여 농우의 평정에 크게 공헌했으나 얼마 못가서 병사했다.

## 일족
서진 시대에 활동한 성공수(成公 綏)와 위진남북조 시대에 활동한 성공흥(成公 興)이 있다.

## 같이 보기
- 삼국지 인물 목록